# ヤーコプ1世 (バーデン辺境伯)
ヤーコプ1世（Jacob I., 1407年3月15日 - 1453年10月13日）は、バーデン辺境伯（在位：1431年 - 1453年）。

## 生涯
ヤーコプ1世はバーデン辺境伯ベルンハルト1世とその2番目の妻アンナ・フォン・エッティンゲンの長男として生まれた。ヤーコプ1世は深い宗教的信念を持った人物であり、いくつかの教会を創建したことで知られている。また、フレーマースベルクに修道院を設立し、バーデン＝バーデンの聖堂参事会教会の後援者でもあった。
父ベルンハルト1世の方針に従えば、ヤーコプ1世の息子のうち辺境伯の相続人とみなされるのは2人だけであった。したがって、カールとベルンハルトだけが世俗的な教育を受け、他の子供たちは厳格な宗教教育を受けた。ゲオルクは若い頃に聖職に就いた後、一時的に世俗に戻ったが、1454年に聖職に戻り、後にメッツ司教となった。
ヤーコプ1世は父ベルンハルト1世とは正反対であり、アエネアス・シルウィウス・ピッコローミニ（教皇ピウス2世）は、ヤーコプ1世はその正義と知性でドイツ人の間で有名であると評した。
ヤーコプ1世は若い頃、ホーエンベルク家領の統治者であったが、24歳でバーデンの統治を引き継いだ。好戦的な騎士であり倹約家の領邦の父とされており、仲介者として諸侯らの間で人気があった。皇帝ジギスムントやフリードリヒ3世も、ヤーコプ1世を高く評価していた。
妹アグネスが流産の結果、相続を巡る争いのさなか逃亡すると、ヤーコプ1世はシュレースヴィヒ公国に対する権利を失った。ヤーコプ1世は激怒し、アグネスをエバーシュタインブルクのエバーシュタイン城に一生監禁した（この事件は「ゴットルプの二重惨事」として記憶されている）。
1437年にシュポンハイム条約が発効すると、シュポンハイム＝シュターケンブルク伯ヨハン5世の死を受けてヤーコプ1世とフェルデンツ伯フリードリヒ3世が共同でシュポンハイム伯領を相続し、モーゼル川沿いの領地を獲得した。1442年にはヴァルター・フォン・ゲロルトゼックの子孫からラールとマールベルクの領地の半分を3万ギルダーで購入した。

## 結婚と子女
ヤーコプ1世は1418年7月25日、ロレーヌ公シャルル2世とマルガレーテ・フォン・デア・プファルツの娘カトリーヌと結婚した。2人の間に以下の子女が生まれた。
- カール1世（1427年 - 1475年） - バーデン辺境伯、カタリーナ・フォン・エスターライヒと結婚[1]
- ベルンハルト2世（1428年 - 1458年） - バーデン辺境伯、後に列福された。
- ヨハン（1430年 - 1503年）- トリーア大司教
- マルガレーテ（1431年 - 1457年） - ブランデンブルク選帝侯アルブレヒト・アヒレスと結婚[1]
- ゲオルク（1433年 - 1484年） - メッツ司教
- マルクス（1434年 - 1478年） - リエージュおよびシュトラスブルクの律修司祭
- マティルド（1435/9年 - 1485年） - トリーアの女子修道院長

また、庶子ルドルフ・フォン・バーデンがいた。